# Luis Hinojosa Galindo
Luis Hinojosa Galindo (Calanda, Teruel, 1948) es un escultor y pintor español de tendencia neocubista.

## Biografía
Nacido en Calanda en 1948, adquirió su formación en la Academia de Alejandro Cañada y en el Taller libre de Escultura del Antiguo Matadero de Zaragoza. Dotado de una poderosa técnica, sus inicios se desarrollaron en el surrealismo y el expresionismo de signo organicista, pasando finalmente a un neocubismo renovado. Destaca sobre todo como escultor, trabajando materiales tales como la madera, la piedra y el hierro. En los últimos tiempos su obra ha adquirido interés por la escala monumental.

## Obra (selección)

### Escultura
- La bebedora de orujo (2007) - Zaragoza: Avenida de las Torres, esquina con la calle Santuario de Rodanas.

### Exposición: "Saliendo al Interior"
https://luishinojosablog.wordpress.com/saliendo-al-interior/
- Datos: Q43400310